# Blanche (film, 2002)
Pour les articles homonymes, voir Blanche.
Pour plus de détails, voir Fiche technique et Distribution.
Blanche est un film français réalisé par Bernie Bonvoisin, sorti en 2002.

## Synopsis
Au XVIIe siècle, Blanche de Péronne, alors âgée de quatorze ans, est témoin du meurtre de ses parents par le capitaine KKK, responsable des "Escadrons de la mort", milice privée du cardinal Mazarin.
Quinze ans plus tard, elle se retrouve à la tête d'une bande de malfaiteurs et souhaite venger la mort de ses parents. Un mercenaire solitaire surnommé l'Étranger vient à sa rencontre pour lui proposer d'attaquer un convoi spécial destiné au cardinal.
L'embuscade réussit. La troupe découvre alors deux biens précieux très convoités par le cardinal : une substance farineuse, appelée "poudre du Diable", aux effets dévastateurs, et une lettre codée que seul Bonange, un espion à la solde de Mazarin, est capable de décrypter. Le cardinal tente de récupérer cette missive et la poudre rougeâtre qu'ils lui ont dérobées.

## Fiche technique
- Titre original : Blanche
- Réalisation : Bernie Bonvoisin
- Scénario : Bernie Bonvoisin, Guillaume Nicloux
- Production : Philippe Rousselet
- Photographie : Bernard Cavalié
- Décors : Olivier Seiler
- Costumes : Mimi Lempicka
- Son : Michel Bréthez
- Musique : Bernie Bonvoisin
- Sociétés de production : Les Films de la Suane, EuropaCorp, TF1 Films Productions, Canal+, Cofimage 13
- Société de distribution : EuropaCorp Distribution (France)
- Budget : 14 millions
- Pays :  France
- Format : couleur Technicolor  -  35 mm - son  Dolby Digital, Mono
- Genre : comédie
- Durée : 104 minutes
- Date de sortie : France : 18 septembre 2002

## Distribution
- Lou Doillon : Blanche de Péronne
- Roschdy Zem : Bonange
- Antoine de Caunes : Le capitaine KKK
- Jean Rochefort : le Cardinal Mazarin
- Carole Bouquet : Anne d'Autriche
- José Garcia : Louis XIV
- Antoine Basler : L'étranger
- Pierre Laplace : Nez-de-Braise
- Albert Dray : Doryphore
- Miguel Borrás : Don Pablo
- Gérard Depardieu : D'Artagnan
- Daniel Benoin : M. de Péronne
- Chick Ortega : Kildefer
- Isabelle Obispo : Solange
- Amel Djemel : Madame Chetane
- Marc Lavoine : Tesmoulenes
- Manolo Ianes : Grosbec
- Valérie Steffen : Mme Arnouna
- Roger Lumont : le cardinal Pompini
- Sybille Claudel : la duchesse Prokofievitch
- Sophie Noël : la comtesse Valentinovitch
- Stéphane Gildas : Aramis
- Patrick Messe : Athos
- Marc Rioufol : Porthos
- Dominique Besnehard : le duc
- Vincent Martinez : la duchesse

## Autour du film
- Le film a fait 670 709 entrées en France[1].
- Romane Bohringer était initialement prévue pour interpréter le rôle de Blanche.
- Les scènes extérieures sont tournées dans plusieurs régions françaises, notamment les Cévennes, et à la La Seyne-sur-Mer, ville varoise où a eu lieu un grand casting destiné à recruter les figurants pour une scène semblable à la cour des Miracles, mené par Bernie Bonvoisin lui-même et Serge Daninos (l'hypnotiseur vu dans l'émission C'est encore mieux l'après-midi présentée par Christophe Dechavane dans les années 80)[2].
- Selon Bernie Bonvoisin en 2017, Luc Besson aurait fait de nombreuses coupes dans le montage définitif, ce qui a dénaturé les dialogues du film[3],[4].